# Sommer-Paralympics 2024/Teilnehmer (Papua-Neuguinea)
| stlisierte Goldmedaille | stlisierte Silbermedaille | stlisierte Bronzemedaille |
| ----------------------- | ------------------------- | ------------------------- |
| —                       | —                         | —                         |

Papua-Neuguinea entsandte für die Paralympischen Spiele 2024 in Paris zwei Athleten.

## Teilnehmer

### Taekwondo
| Athlet        | Wettbewerb     | Rang |
| ------------- | -------------- | ---- |
| Frauen        |                |      |
| Manega Tapari | K44 über 65 kg | 9    |
| Männer        |                |      |
| Herea Loi     | K44 bis 70 kg  | 9    |